# چهارده‌چریک
چهارده چریک، نام تیره‌ای از طایفه دره شوری در ایل قشقایی است که در استان فارس، بخشی از کهگیلویه و بویراحمد و شمال خوزستان به طور پراکنده‌ سکونت دارند.

## نامگذاری
دربارهٔ نام "چهارده‌چریک" سه دیدگاه وجود دارد:
- دیدگاه اول: در زمان‌های گذشته (شاید در دورهٔ قاجار) جنگی میان ایل قشقایی و دولت مرکزی درگرفت که چهارده تن از جنگجویان یکی از طایفه‌های ایل قشقایی، نیروهای دولتی را شکست دادند، علت نامیدن این تیره به "چهارده چریک" نیز همین است.
- دیدگاه دوم: در زمان قاجار، عده‌ای از قشون روس از مرزهای شمالی ایران گذشته و وارد ایران می‌شوند و در محلی به نام «پل خان» در استان فارس که منطقه سکونت قشقایی‌ها بود، مستقر می‌شوند. قشقایی‌ها بعد از مشورت با خوانین، تصمیم به مبارزه با روس‌ها می‌گیرند و یکی از مبارزین این ایل می‌گوید که من با حداقل نیرو می‌توانم روس‌ها را فراری داده و از منطقه خارج کنم. او با چهارده نفر از جنگجویان، شبانه به روس‌ها حمله کرده و تمام راه‌ها را بسته و فقط یک راه فرار را برای گریختن روس‌ها بازمی‌گذارد. روسها از این حمله چنان وحشت کردند که همان شبانه پا به فرار گذاشتند. بعد از این پیروزی، نام این طایفه را "چهارده‌چریک" نهادند.
- دیدگاه سوم: از آنجا که ترکان قشقایی تا همین دهه‌های اخیر ارتباط مؤثری با زبان فارسی نداشته‌اند، کلمه چهارده نمی‌تواند کلمه‌ای فارسی باشد و به یک عدد اشاره داشته باشد. از این رو امکان دارد که کلمۀ چهارده چریک تلفظ فارسی‌شده‌ای از یک کلمه ترکی کهن باشد.

## در منابع تاریخی
در کتاب فارسنامه ناصری نیز اشاراتی به این تیره شده‌است. محل اصلی و ییلاق طایفه چهارده‌چریک، فیروزآباد در استان فارس و قشلاق آنها در خوزستان بوده‌است.
پس از کشف و پیدایش نفت در خوزستان تعدادی کثیر از افراد این طایفه در خوزستان و خصوصاً در شهرهای هفتکل و اهواز مستقر و در شرکت نفت مشغول به کار شدند و دست از زندگی ایلیاتی کشیدند. محل زراعی آنها هفتکل است و در حال حاضر «چهارده‌چریک‌ها» اکثراً در شهرستان اهواز ساکنند.